# Abel Gullane
Abel Gullane (auch de Golynn) († 31. August oder 1. Dezember 1254) war ein schottischer Geistlicher. Ab 1254 war er Bischof der Diözese St Andrews.
Abel Gullane war ein illegitimer Sohn eines Priesters. Er wurde als Magister bezeichnet, was auf ein Studium schließen lässt. Er besaß die Gunst von König Alexander II. und kam so in den Besitz zahlreicher geistlicher Pfründen, unter anderem vor Mai 1250 das Amt des Archidiakons der Diözese St Andrews. Bereits 1233 hatte er einen Dispens erhalten, um zwei Pfründen mit seelsorgerischen Aufgaben gleichzeitig zu halten, diese Erlaubnis wurde 1248 auf vier Pfründen ausgeweitet. Während der Minderjährigkeit von König Alexander III. wurde der Regentschaftsrat ab Anfang 1252 stark von Walter Comyn, Earl of Menteith beeinflusst. Nach dem Tod von Bischof David of Bernham 1253 wählte das Kathedralkapitel von St Andrews einstimmig Robert de Stuteville, den Dekan der Kathedrale von Dunkeld, zum neuen Bischof. Damit unterstützte das Kapitel den Ende 1251 entmachteten Justiciar of Scotia Alan Durward, während der Regentschaftsrat erwartet hatte, dass der königliche Kanzler Gamelin zum Bischof gewählt wurde. Als das Kapitel eine Neuwahl verweigerte, reiste Abel im Auftrag des Regentschaftsrats zur Kurie nach Rom. Dort sollte er erreichen, dass der Papst die Wahl von Stuteville verwarf und stattdessen Gamelin zum Bischof ernannte. Abel erreichte, dass Papst Anastasius IV. im Februar 1254 die Wahl von Stuteville verwarf. Dann sorgte er aber dafür, dass vor dem 18. März er selbst anstelle von Gamelin zum neuen Bischof von St Andrews ernannt wurde. Wahrscheinlich wurde er in Rom auch zum Bischof geweiht, doch als er im Juni 1254 nach Schottland zurückkehrte, wurde ihm vom Regentschaftsrat ein sehr frostiger Empfang bereitet. Es wurde sogar überlegt, ob man ihm die Einreise nach Schottland verwehren könne. Vor dem 29. Juni konnte Abel jedoch nach St Andrews zurückkehren und sein Amt antreten. Seinen Trumpf konnte er aber nicht lange auskosten, denn er starb bereits wenig später, vielleicht schon am 31. August, nach anderen Angaben erst Anfang Dezember. Er wurde in der Kathedrale von St Andrews beigesetzt.